# يربوع شمالي ثلاثي الأصابع
اليربوع الشمالي ثلاثي الأصابع (الاسم العلمي: Dipus sagitta) نوع من القوارض من فصيلة اليربوعيات، يتوطن في الصين، إيران، كازاخستان، قيرغيزستان، منغوليا، روسيا، تركمانستان وأوزبكستان.